# Saint-Jean-de-Matapédia
Saint-Jean-de-Matapédia est un village de l'Est du Québec situé dans la vallée de la Matapédia en Gaspésie faisant partie de la municipalité de Saint-François-d'Assise dans la MRC d'Avignon.

### Source en ligne
- Banque de noms de lieux du Québec
- Base de données toponymiques du Canada